# Roman Golovtsjenko
Roman Aleksandrovitsj Golovtsjenko (Wit-Russisch: Раман Аляксандравіч Галоўчэнка; Russisch: Роман Александрович Головченко) (Zjodzina, 10 augustus 1973) is een Wit-Russisch politicus. Hij is sinds 4 juni 2020 de premier van Wit-Rusland. 
Golovtsjenko werd in 1973 geboren in Zjodzina, waar hij tot zijn tiende levensjaar bleef wonen. In 1983 verhuisde zijn familie naar Minsk. In 1996 studeerde hij af aan de Staatsinstituut voor Internationale Betrekkingen van Moskou. In 2003 studeerde hij af aan de Academie voor openbaar bestuur.
In 2009 werd Golovtsjenko benoemd tot de eerste vice-minister van Buitenlandse Zaken.  In 2013 werd hij ambassadeur in de Verenigde Arabische Emiraten. In 2018 werd hij benoemd tot ambassadeur in Qatar, Koeweit en Saoedi-Arabië. Hij werd twee maanden voorafgaand aan de Wit-Russische presidentsverkiezingen van 2020 - in juni 2020 - door president Aleksandr Loekasjenko benoemd tot premier van Wit-Rusland. Tijdens de Wit-Russische protesten in augustus 2020 trok hij zich tijdelijk terug als premier, maar op 19 augustus 2020 keerde hij weer terug als premier van de nieuwe regering.